# Wilfried N’Sondé

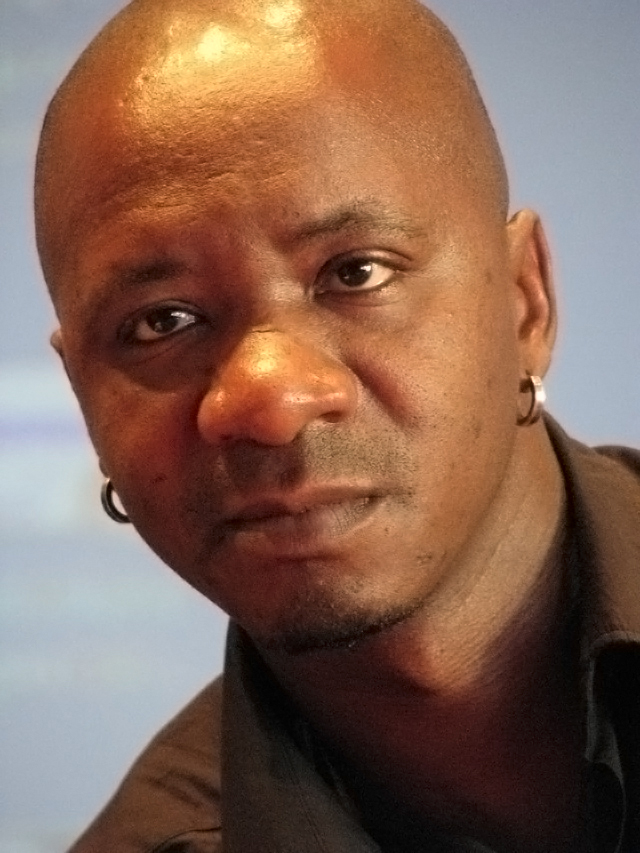
Wilfried N’Sondé (2010)

Wilfried N’Sondé (geboren 1968 in Brazzaville, Republik Kongo) ist ein französischer Schriftsteller und Musiker.

## Leben
Wilfried N’Sondés Eltern zogen 1973 aus der Republik Kongo nach Paris, da sein Vater ein Stipendium einer Pariser Kunsthochschule erhalten hatte. Er wuchs in einem Pariser Vorort auf. N’Sondé studierte bis 1991 Politikwissenschaften an der Sorbonne und der Universität Paris-Nanterre und lebte danach 25 Jahre lang in Berlin. Dort trat er mit seinem Bruder Serge N’Sondé mit Chansons in einer Mischung aus Trash-Rock und Afro-Punk in Erscheinung. Er arbeitete in Berlin-Charlottenburg in Sozialprojekten mit türkischen Jugendlichen und widmete sich zunehmend dem Schreiben. Heute lebt und schreibt er in Lyon.

## Werk
2007 debütierte Wilfried N’Sondé mit dem Roman Le cœur des enfants léopards, wofür er mit dem Prix Senghor de la Création Littéraire und dem Prix des cinq continents de la francophonie ausgezeichnet wurde. Die letztgenannte Jury urteilte: „Mit poetischer Sprache von unerbittlicher Genauigkeit – einer Diktion, die dieses Buch ebenso bewegend wie ergreifend macht – erforscht Wilfried N’Sondé Schmerz und Liebe, Zugehörigkeit und Gewalt, Begierde und Furcht.“ Die deutsche Übersetzung des Romans erschien 2008 unter dem Titel Das Herz der Leopardenkinder (im Verlag Kunstmann). Hans-Christoph Buch bezeichnete N’Sondés Debütroman in der FAZ als „literarische Sensation“ und attestierte dem Text eine „schonungslose Radikalität und betörende Musikalität“. Außerdem lobte er den Autor für seine Stilsicherheit und seine mitreißende Erzählkraft. Fokke Joel würdigte in der ZEIT N’Sondés Erzählkunst und auch der Journalist und Schriftsteller Hans-Peter Kunisch zeigte sich in der Süddeutschen Zeitung vom Roman beeindruckt. Christoph Vormweg hob im Deutschlandfunk die „geschickte Verschachtelung der Erzählebenen“ und den „präzisen Rhythmus der monologisierenden Prosa“ hervor. Zudem sei es dem Autor gelungen, komplexe und widersprüchliche Charaktere zu zeichnen.
In den folgenden Jahren veröffentlichte Wilfried N’Sondé mehrere Romane beim französischen Verlagshaus Actes Sud, darunter Fleur de béton (2012), Berlinoise (2015), Un océan, deux mers, trois continents (2018), der mit einem Dutzend Literaturpreisen ausgezeichnet wurde – u. a. mit dem Prix Ahmadou Kourouma, dem Prix France Bleu / Page des libraires und dem Prix des lecteurs de L'Express / BFMTV –, und Femme du ciel et des tempêtes (2021). 2016 war er Friedrich Dürrenmatt Gastprofessor für Weltliteratur am Walter Benjamin Kolleg der Universität Bern. Er hat unter anderem die Texte für die Fotobücher Homo détritus von Stéphan Gladieu (Actes Sud, 2022) und Borders von Jean-Michel André (Actes Sud, 2020) verfasst, die 2021 bei den Rencontres d'Arles und 2023 im ethnologischen Museum Fünf Kontinente in München ausgestellt wurden.
2023 erschien im Berliner Kopf & Kragen Literaturverlag der von Brigitte Große ins Deutsche übersetzte Roman Frau des Himmels und der Stürme (im französischen Original: Femme du ciel et des tempêtes). Der Deutschlandfunk-Kultur-Journalist Frank Meyer betitelte den Roman in der Literatursendung Lesart als „ein Buch zum Zweifeln, zum Nachdenken und zum Mitreißenlassen“. Florian Schmid bezeichnete den Roman in der Wochenzeitung Der Freitag als »einen literarischen Aufruf, solidarisch über alle Grenzen hinweg miteinander gegen die Zerstörung unserer Umwelt zu kämpfen« und Alexander Solloch apostrophierte Wilfried N’Sondés Text bei NDR Kultur als aufrüttelnden Umweltroman, der ins Herz treffe. Die Journalistin Gladys Marivat lobte das Buch in der französischen Tageszeitung Le Monde als „spannenden Abenteuerroman“. Jean-Loup Samaan konstatierte im Literaturjournal En attendant nadeu, dass N’Sondés Roman eine erzählerische und philosophische Dimension entfalte, die in der zeitgenössischen französischen Literatur sehr selten sei. Der Schriftsteller und Journalist Mabrouck Rachedi hielt in der Zeitung Jeune Afrique fest, dass N’Sondé in seinem Roman die Komplexität des Seins in der liberalen Gesellschaft ergründe und starke Frauen zu Wort kommen lasse.
Wilfried N’Sondé erforscht in seinen Erzählungen historische Abenteuer, die Erfahrung des Exils und der Alterität sowie die Beziehung des Menschen zur sichtbaren und unsichtbaren Welt. Seine Romane wurden in mehrere Sprachen übersetzt und an verschiedenen europäischen Theatern aufgeführt, unter anderem in Paris und Brüssel.

## Schriften (Auswahl)
- Le Cœur des enfants léopards. Arles: Actes Sud, 2007 ISBN 978-2-7427-6558-4
  - Das Herz der Leopardenkinder. Übersetzung: Brigitte Große. München: Kunstmann, 2008
- Le silence des esprits. Arles: Actes Sud, 2010 ISBN 978-2-7427-8925-2
- Fleur de béton. Arles: Actes Sud, 2012 ISBN 978-2-330-00589-4
- Manifeste pour l’hospitalité des langues. Hrsg. Gilles Pellerin mit Henriette Walter, Wilfried N’Sondé, Boualem Sansal, Jean-Luc Raharimanana, Patrice Meyer-Bisch. Éditions la Passe du vent, L’instant même, 2012 ISBN 978-2-89502-318-0
- Berlinoise. Arles: Actes Sud, 2015 ISBN 978-2-330-03886-1
- Un océan, deux mers, trois continents. Arles: Actes Sud, 2018 ISBN 978-2-330-09052-4
- Femme du ciel et des tempêtes, Arles: Acte Sud, 2021 ISBN 978-2-330-15391-5
  - Frau des Himmels und der Stürme. Übersetzung: Brigitte Große. Berlin: Kopf & Kragen Literaturverlag, 2023 ISBN 978-3-949729-10-2
- La reine aux yeux de lune. Paris: Éditions Robert Laffont, 2023 ISBN 978-2-221-25969-6

### Schullektüre
- Septembre d’or. Stuttgart: Klett, 2011, 40 Seiten und 1 CD. ISBN 978-3-12-591849-8
- Aigre-Doux, Klett, 2021, 63 Seiten. ISBN 978-3-12-592345-4

### Weitere Schriften
- Borders von Jean-Michel André (Fotoband mit Texten von Wilfried N’Sondé) Arles: Actes Sud, 2020 ISBN 978-2-330-14471-5
- Homo détritus von Stéphan Gladieu (Fotoband mit Texten von Wilfried N’Sondé) Arles: Actes Sud, 2022 ISBN 978-2-330-16748-6

## Auszeichnungen (Auswahl)
2007: Prix Senghor de la Création Littéraire
2007: Prix des cinq continents de la francophonie
2018: Prix Ahmadou-Kourouma
2018: Prix France Bleu / Page des libraires
2018: Prix des lecteurs de L'Express / BFMTV
2022: Prix des lycéens allemands